# Negative (музичка група)
Negative (транскр. Негатив) српска је музичка група из Београда. Жанровски се најчешће сврстава у алтернативни рок, панк рок и гранџ.

## Историја
Група Негатив је основана 11. априла 1999. године. Албум Negative појавио се у децембру 1999. године под етикетом издавачке куће Аутоматик. Првим синглом Ја бих те сањала састав скреће пажњу публике на себе. Некадашња певачица једног од најпопуларнијих домаћих поп састава Тап 011 је почела да пева рок музику. Састав убрзо свира преко 200 концерата широм бивше Југославије. Појављују се спотови за песме Свет туге, Време је, Облаци и Ти ме не волиш. Са бунтовничким ставом и енергијом момака из састава и Иваниним гласом, Негатив постаје јако популаран како код млађе тако и код старије публике, тежећи да заузму место једног од најбољи домаћих музичких састава.
Дана 19. маја 2000. састав је одржао први званичан концерт пред београдском публиком у Студентском културном центру. Наиме, до тада је кружио мит да су албум одсвирали професионални музичари, а момци су ту само да се сликају. Као гости су се појавили чланови групе 357, а Негатив је заједно са Николом Хаџи Николићем одсвирао пар песама заједно. Издато је ограничено издање (Negative box) које је покрило тај догађај и које је садржало аудио ЦД са мултимедијалним садржајем, ВХС са снимком концерта, мајицу и аутограм карту. Издање је могло да се наручи само преко интернета или телефоном директно од издавачке куће Аутоматик.
Скупивши довољно нових песама, састав улази поново у студио, поново у сарадњи са продуцентом Мирком Вукомановићем. Лето 2002. проводе снимајући албум Ни овде ни тамо. Албум излази као издање ПГП РТС-а. Први сингл са албума Без промене најавио је мало тврђи звук и шокира људе Иваниним изгледом (кратка црвена коса). Овај нео панк изглед и садржај албума био је одраз времена у коме је настао.
Негатив је победио на Беовизији 2004. и заузео четврто место на Европесми-Еуропјесми 2004. са песмом Збуњена.
Исте године је изашао трећи студијски албум Танго, у издању куће City Records, који приказује бенд у једном далеко зрелијем светлу и новом стилизованијем имиџу. После тога је уследила турнеја Танго тур 2004-2005, током које су свирали у скоро свим већим градовима Србије, Црне Горе и Босне и Херцеговине.
После турнеје група је узела дужу паузу. Певачица Ивана Павловић се удала и посветила се својој трудноћи и подизању кћерке Саре. Док је Ивана била заузета материнским обавезама, остали чланови бенда се не удаљавају из света музике радећи на разним пројектима као што су музика за филмове, рекламе, позоришне представе и гостовања на албумима разних извођача.
На Беовизији 2007. су наступили са песмом Права ствар (треће место), а на Беовизији 2008. са песмом С тобом бих остала (дванаесто место у полуфиналу, награда за најбољу интерпретацију). У лето 2008. група се поново окупила и кренула да ствара нових песама за четврти студијски албум. Припреме трају неколико месеци и бенд долази на идеју да нови албум сними у live верзији. Јануара 2009. снимљен је албум Спусти ме на земљу на коме је представљен нови стални члан бенда, бубњар Дарио Јаношевић. Настављају сарадњу са Сити рекордсом и албум се појавио у продаји крајем априла 2009. године.
Бенд је средином 2014. године најавио дужу паузу у раду.
После петогодишње паузе, у пролеће 2019. године, бенд је најавио наступ на Београдском фестивалу пива. Концерт је изведен пред око 100 хиљада људи у ноћи између 16. и 17. августа. Бенд је крајем године у Београду са два распродата концерта обележио 20 година рада у Битеф арт кафеу, а потом и у суседним земљама.

## Чланови

### Садашњи
- Ивана Петерс [а] — вокал
- Никола Радаковић (Џони) — гитара
- Милен Златановић (Змо) — бас-гитара
- Милош Билановић (Биџа) — бубањ

### Бивши
- Дарио Јаношевић (Даркор) [б] — бубањ
- Владимир Ђурђевић (Грле) — гитара

## Дискографија

### Студијски албуми
- (1999)
- Ни овде ни тамо (2003)
- Танго (2004)
- Спусти ме на земљу (2009)

### Албуми уживо
- 19 05 00 (2001)

### Учешћа на компилацијама
- Апсолутних сто — саундтрек и оригинална музика из филма (2001) — песма Крај
- Беовизија 2004. (2004) — песма Збуњена
- Беовизија 2007. (2007) — песма Права ствар
- Беовизија 2008. (2008) — песма С тобом бих остала